# Ruiju myōgishō
Le Ruiju myōgishō (類聚名義抄, Dictionnaire classé de prononciation et de signification, annoté), souvent écrit de façon erronée Ruijū myōgishō, est un dictionnaire japonais de la fin de l'époque de Heian. Le titre, parfois abrégé en Myōgishō, combine le ruiju (« dictionnaire classé ») du Wamyō ruijushō avec le myōgi (« prononciation et signification/définition ») du Tenrei banshō meigi. D'autres titres bouddhistes, comme Sanbō ruiju myōgishō (三宝類聚名義抄), utilisent le mot sanbō (三宝, Trois joyaux) parce que le texte est scindé en sections butsu (仏, « Buddha »), hō (法, « Dharma ») et sō (僧, « Sangha »).

## Histoire
Les origines du Ruiju myōgishō sont incertaines. Bailey (1960, p. 6) conclut qu'il a été « compilé au début du XIIe siècle, probablement par un prêtre ». Okimori (1996, p. 269) croit que l'édition connue date de la fin du XIIe siècle mais que l'édition originale a été compilée autour de 1081-1100 CE. Il existe différents textes acceptés du Ruiju myōgishō et plusieurs index.
Comme d'autres premiers dictionnaires japonais, le Ruiju myōgishō emprunte fortement aux dictionnaires chinois, en particulier au Yupian (vers 543 CE) et au Qieyun (en) de (601 CE). Pour la collation des entrées de caractère, le Yupian chinois a un système composé de cinq cent quarante-deux radicaux logographiques. Le Ruiju myōgishō les ramène à cent-vingt (bu, 部), encore plus simple que le système de cent soixante du Shinsen jikyō (ja) japonais vers 900 CE).
Le Ruiju myōgishō liste plus de 32 000 caractères et composés. Les entrées donnent à la fois les on'yomi, emprunts sino-japonais, et les kun'yomi, caractères japonais vernaculaires pour les kanjis, utilisant l'orthographe chinoise fanqie (du Qieyun), du Man'yōgana et du katakana. Les significations sont souvent illustrées de citations provenant de plus de cent trente classiques chinois et de la littérature japonaise classique. Ces citations font appel à deux types d'annotation kanbun (« écriture chinoise »), shōten (声点 « indications de ton ») pour les tons chinois et les accents japonais, et occasionnellement les kunten (訓点 « indications de lecture ») pour les prononciations japonaises. Selon Bailey, « de nombreux passages ne comprennent absolument aucun caractère japonais » (1960, p. 6), « mais il y a un total d'approximativement 10 000 caractères japonais dans l'ensemble de l'ouvrage ». Le Ruiju myōgishō reste la source japonaise essentielle pour les informations relatives à la prononciation durant l'époque de Heian.

## Éditions
Il existe encore aujourd'hui différentes éditions dont les principales sont :
- l'édition Zushoryō (図書寮?). Compilée entre 1081 et 1100, elle fait partie de la collection Shoryōbu (書陵部?) de l'Agence impériale. Elle conserve des signes de l'original mais est incomplète et ne contient que la première moitié de la section hō (法?). Elle fournit des citations littéraires détaillées pour les entrées ;
- l'édition Kanji-in (観智院?) fait partie de la bibliothèque centrale de Tenri (天理大学附属天理図書館?). C'est un Trésor national du Japon. Il s'agit d'un facsimilé du milieu de l'époque de Kamakura. Édition augmentée et révisée de l'original, c'est la seule édition complète encore existante ;
- l'édition Kōzan-ji fait aussi partie de la bibliothèque centrale de Tenri (天理大学附属天理図書館?) collection. Intitulée Sanbō ruiju jishū (三宝類字集?), c'est une édition révisée. Elle ne contient que la section butsu (仏?) et une partie de la section 巻上 trouvée dans l'édition Kanji-in ;
- l'édition Hōbodai-in (宝菩提院?) fait partie de la collection Tō-ji Hōbodai-in. Elle est révisée et incomplète.

Il existe par ailleurs les éditions révisées Ren'jō-in (蓮成院) et Sainen-ji (西念寺) mais les deux sont incomplètes.